# Ingeniero Budge
Ingeniero Budge es una ciudad del Gran Buenos Aires perteneciente al partido de Lomas de Zamora en la provincia de Buenos Aires en Argentina. Limita con la localidad de Villa Albertina, y el barrio Villa Independencia, con el partido de La Matanza y la Ciudad Autónoma de Buenos Aires. Según datos del censo 2010, su población es de 185.428 habitantes.

## Historia
Las tierras de Budge limitan con la margen sur del Riachuelo. Las obras de rectificación y canalización emprendidas por Luis Huergo a finales del siglo XIX fomentaron su desarrollo.
A comienzos del siglo XX, fue relativamente promocionado por su fácil acceso desde la Ciudad de Buenos Aires a través del Tranvía de Floresta, cuya terminal estaba en Puente de la Noria.
El 18 de abril de 1909, se formó la Sociedad de Fomento, Instrucción, Socorros Mutuos y Recreativa. El 4 de noviembre de 1906, la empresa Fiorito y Cía remató cuatro mil lotes, con amplias facilidades de pago. 
El 15 de junio de 1909, el directorio del Ferrocarril Midland de Buenos Aires, determinó que la estación La Noria, tomaría el nombre de quien había sido el primer presidente de la Compañía Ferroviaria, el Ingeniero Oliverio Budge.
En 1930, la construcción del Puente de la Noria mejoró las comunicaciones con la Capital Federal y unos años más tarde, la instalación de balnearios atrajo a los bañistas durante dos décadas. Alrededor de 1960 se fundó el Hospital Dr. Ricardo Gutiérrez, hoy denominado Hospital Dr. Oscar Alende y hacia 1980 el Museo de Historia Local.
El 15 de diciembre de 1994, a través de la Ley Provincial N.º 11.585, promulgada el 5 de enero de 1995 y publicada en el Boletín Oficial el 23 de enero de 1995, Ingeniero Budge fue declarada oficialmente Ciudad.

## Características
Ingeniero Budge se encuentra emplazada a menos de 5 metros sobre el nivel del mar. Esta condición, sumada a la falta de desagües, ocasiona inundaciones recurrentes en la zona. Según datos de 2000, únicamente el 26% de las calles se encontraban pavimentadas en su totalidad. Con las obras de canalización del Arroyo del Rey y sus canales aliviadores se espera resolver los problemas de inundaciones y se realizan conjuntamente con nuevos asfaltos, en el año 2012 hay más de un 50% de calles asfaltadas.
Cuenta con dos escuelas de nivel medio conformadas: la EES N.º 24, con orientación en ciencias sociales y la EES N.º 209, con orientación en economía y gestión, ambas con plan de Bachillerato para adultos.
La ciudad cuenta con 10 establecimientos educativos públicos y 7 privados. En 1988 se fundó la Biblioteca Félix Luna, que posee más de 1000 volúmenes.
La estación de tren del barrio, Estación Ingeniero Budge, ya no se encuentra operativa.

## Medios de comunicación
- Radiovisión Canal 10
- FM Opción 98.9

## Lugareños
- Jonathan Cristaldo, futbolista
- Clemente Rodríguez, futbolista
- Nahuel Zárate, futbolista
- Isidoro Iturri, músico
- Andrea Cabrera, bailarina

- Alejandro Rocha,Músico y escritor
- Jorge Luis Rocha,Músico, emprendedor audiovisual y comerciante

## Parroquias de la Iglesia católica en Ingeniero Budge
| Diócesis        | Lomas de Zamora |
| --------------- | --- |
| Parroquia       | San Francisco de Paula, |
| Cuasi Parroquia | Ntra. Señora de Urkupiña                                                                                                   |
| Capillas        | Nuestra Señora de Budge, San Cayetano San Cayetano Sagrado Corazón San Ceferino María Madre del Pueblo San Vicente de Paul |